# Giovanni Collino

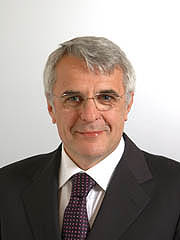
Giovanni Collino

Giovanni Collino (* 15. Juni 1954 in Pontebba) ist ein italienischer Politiker (FLI, ehemals PdL und Alleanza Nazionale).
Collino legte das Fachabitur ab und arbeitete als Grundschullehrer und Unternehmer. Innerhalb der PdL war er auf nationaler Ebene für die Gebietskörperschaften verantwortlich. Er gehörte dem Senat in der XIII., XIV., XV. und XVI. Legislaturperiode an. 2009 wurde er in das Europäische Parlament gewählt. Am 13. Februar verließ er zusammen mit einigen anderen Mitgliedern die PdL und trat der neugegründeten FLI bei. Nur wenig später, am 5. Juni 2011 schied er aus dem Europaparlament aus. Vorausgegangen war eine Klage des PdL-Kandidaten Giuseppe Gargani, der gegen die Umverteilung von Mandaten geklagt hatte. Dadurch gewann die PdL im Wahlkreis Meridionale, in dem Collino antrat, ein Mandat hinzu, welches eigentlich an Gargani gegangen wäre.